# Manslaughter (film, 2005)
Pour les articles homonymes, voir Manslaughter.
Série Trilogie de Per Fly
Inheritance
(2003)
Pour plus de détails, voir Fiche technique et Distribution.
Manslaughter (Drabet) est un film dramatique danois réalisé par Per Fly et sorti en 2005.
Il s'agit du troisième film d'une trilogie thématique de Per Fly sur les classes sociales au Danemark, celui-ci portant sur la classe moyenne.

## Synopsis
Carsten est un professeur d'université marié et père de famille. Il entretient une liaison amoureuse avec une de ses anciennes étudiantes, Pil, dont le militantisme d'extrême gauche lui rappelle sa propre jeunesse. Lorsqu'elle est accusée d'avoir tué un policier, il abandonne famille et carrière pour la défendre.

## Fiche technique
- Titre : Manslaughter
- Autre titre : Manslaughter - Homicide involontaire[1]
- Titre original : Drabet
- Réalisation : Per Fly
- Scénario : Per Fly, Kim Leona, Mogens Rukov et Dorte Warnøe Høgh
- Chef opérateur : Harald Paalgard
- Montage : Morten Giese
- Musique : Halfdan E
- Producteur : Ib Tardini
- Production : 4 ½ Film, Zentropa Entertainments
- Distribution : Les Films du losange
- Pays de production :  Danemark,  Norvège,  Suède et  Royaume-Uni
- Durée : 100 min.
- Dates de sortie :
  - Danemark : 2005
  - France : 3 mai 2006
  - États-Unis : 26 août 2006

## Distribution
- Jesper Christensen : Carsten
- Pernilla August : Nina
- Beate Bille : Pil
- Charlotte Fich : Lisbeth
- Vibeke Hastrup (da) : Jette
- Julie Ølgaard (da) : Lærke
- Michael Moritzen (da) : Poul
- Henrik Larsen (da) : l'avocat de la défense
- Bodil Sangill (da) : la mère de Lisbeth
- Kurt Dreyer (da) : Dommer
- Mads Keiser (da) : Lars
- Birgitte Prins (da) : la gardienne de prison
- John Martinus (da) : Boghandler

## Distinctions

### Récompenses
- Promotion Prize au festival du film nordique de Lübeck (2005)
- Bodil Awards (2006) :
  - meilleur film ;
  - meilleur acteur pour Jesper Christensen ;
  - meilleur second rôle féminin pour Charlotte Fich.
- 2005 : Nordic Council Film Prize
- Robert de la meilleure réalisation

### Nominations
- Golden Seashell au festival du film de Saint-Sébastien (2005)
- European Film Awards (2006) : meilleur acteur pour Jesper Christensen

## Autour du film
L'épouse du réalisateur, Charlotte Fich, a remporté un prix d'interprétation pour son rôle ce film.
L'histoire est fondée sur des faits réels : dans les années 1980, un groupe de sept gauchistes issus de la classe moyenne a braqué plusieurs banques et bureaux de poste au Danemark, ainsi qu'en Suède. Le produit de leurs butins devait servir à financer et à armer le Front de libération de la Palestine. En 1988, un policier fut tué au cours de l'attaque d'un bureau de poste à Copenhague. Lors du procès, après leur capture, il ne fut pas possible d'établir qui avait tiré le coup de feu mortel. Les membres du groupe ne furent condamnés que pour les braquages.